# Diecezja Bergamo
Diecezja Bergamo (łac. Diœcesis Bergomensis, wł. Diocesi di Bergamo) – diecezja Kościoła rzymskokatolickiego we Włoszech, a ściślej w Lombardii. Należy do metropolii Mediolanu. Została erygowana w IV wieku. Była rodzinną diecezją papieża Jana XXIII.

## Główne świątynie
- Katedra: Bazylika katedralna św. Aleksandra w Bergamo
- Bazyliki mniejsze:
  - Bazylika św. Aleksandra w Bergamo
  - Bazylika św. Bartłomieja w Somasca
  - Bazylika św. Jakuba w Pontida
  - Bazylika św. Marcina z Tours w Alzano Lombardo
  - Bazylika Matki Bożej Wniebowziętej w Gandino
  - Bazylika Matki Bożej Wniebowziętej w Clusone
- Kościół: Bazylika Santa Maria Maggiore w Bergamo[a]

## Biskupi Bergamo
- biskup diecezjalny: Francesco Beschi (od 2009)